# Доддс, Джонни
Джо́нни Доддс (12 апреля 1892, Уэйвленд, штат Миссисипи, США — 8 августа 1940, Чикаго) — американский кларнетист, один из первых сольных джазовых исполнителей на этом инструменте.
В раннем возрасте Доддс приехал в Новый Орлеан, где обучался игре на кларнете у Лоренцо Тио. На ранних этапах своей творческой карьеры играл в разных небольших джазовых оркестрах. В 1920 году его пригласил в свой оркестр Джозеф Оливер на место ушедшего Джимми Нуна. Доддс переезжает в Чикаго.
После распада оркестра Оливера в 1924 году Доддс периодически участвует в небольших ансамблях, в том числе в знаменитых «Горячей пятёрке» и «Горячей семёрке» Луи Армстронга и «Горячих красных перцах» Джелли Ролла Мортона. С начала 1930-х годов из-за усилившейся болезни Доддс почти прекратил выступления.
Доддс — один из крупнейших джазовых музыкантов новоорлеанского периода. Его игру отличали высокий профессионализм, виртуозное владение инструментом и мягкое, отчасти блюзовое звучание. Творчество Доддса оказало влияние на последующие поколения джазовых кларнетистов, в частности, на Бенни Гудмена.
Дискография музыканта включает в себя несколько десятков альбомов, записанных во второй половине 1920-х годов.